# Girona Open
O Girona Open foi uma competição masculina de golfe no circuito europeu da PGA em 1991. Foi disputada no Golf Platja de Pals, em Girona, Catalunha, Espanha e foi vencida pelo inglês Steven Richardson com 272 (–16) pontos.

## Campeão
| Ano  | Campeão           | País       | Pontuação | Par | Margem    | Vice-campeão         |
| ---- | ----------------- | ---------- | --------- | --- | --------- | -------------------- |
| 1991 | Steven Richardson | Inglaterra | 272       | –16 | 2 tacadas | Miguel Ángel Jiménez |